# Bo Karlström
Bo Karl-Herman Karlström, född 25 augusti 1932 i Stockholm, död 23 juli 2011 i Stockholm, var en svensk journalist och författare.
Karlström, som var son till arkitekten Karl Karlström, arbetade i 32 år för Sveriges Radio, bland annat som krigskorrespondent i Vietnam och utrikeskorrespondent i USA. Han blev också utrikeschef och utrikeskommentator på Ekoredaktionen. Efter åren på radion arbetade han som utrikeskommentator för TV4.
Bo Karlström var gift 1955–1965 med skulptören Beth Laurin och från 1967 med journalisten Birgitta Karlström (född 1942), verksam vid Sveriges Radio och senare Sveriges Television samt belönad med Stora journalistpriset 1979. I första äktenskapet föddes en dotter och i andra giftet en son.
Punschdrinken Karlströmmare har fått sitt namn av Bo Karlström.